# Cheilanthes
Genre
Cheilanthes est un genre de fougères. Ce genre est maintenant regroupé dans le genre Hemionitis .

## Liste d'espèces
Selon ITIS et la Base de données des plantes d'Afrique :
- Cheilanthes aemula Maxon
- Cheilanthes alabamensis (Buckl.) Kunze
- Cheilanthes arizonica (Maxon) Mickel
- Cheilanthes bonariensis (Willd.) Proctor
- Cheilanthes clevelandii D.C. Eat.
- Cheilanthes cooperae D.C. Eat.
- Cheilanthes covillei Maxon
- Cheilanthes decipiens (Hook.) W.H. Wagner
- Cheilanthes decora (Brack.) R.et A. Tryon
- Cheilanthes eatonii Baker
- Cheilanthes feei T. Moore
- Cheilanthes fendleri Hook.
- Cheilanthes × fibrillosa (Davenport) Davenport ex Underwood (pro sp.)
- Cheilanthes gracillima D.C. Eat.
- Cheilanthes horridula Maxon
- Cheilanthes intertexta (Maxon) Maxon
- Cheilanthes kaulfussii Kunze
- Cheilanthes lanosa (Michx.) D.C. Eat.
- Cheilanthes lendigera (Cav.) Sw.
- Cheilanthes leucopoda Link
- Cheilanthes lindheimeri Hook.
- Cheilanthes microphylla (Sw.) Sw.
- Cheilanthes newberryi (D.C. Eat.) Domin
- Cheilanthes notholaenoides (Desv.) Maxon ex Weatherby
- Cheilanthes × parishii Davenport (pro sp.)
- Cheilanthes parryi (D.C. Eat.) Domin
- Cheilanthes paupercula (Kunze) Mett.
- Cheilanthes pringlei Davenport
- Cheilanthes pteridioides (Reichard) C.Chr.
- Cheilanthes takeuchii W.H. Wagner
- Cheilanthes tomentosa Link
- Cheilanthes villosa Davenport ex Maxon
- Cheilanthes viscida Davenport
- Cheilanthes wootonii Maxon
- Cheilanthes wrightii Hook.
- Cheilanthes yavapensis Reeves ex Windham